# Nuoto artistico ai campionati mondiali di nuoto 2023 - Singolo femminile (programma tecnico)
Il concorso del singolo femminile (programma tecnico) ai campionati mondiali di nuoto 2023 si è svolto il 14 e il 15 luglio 2023 presso il Marine Messe Fukuoka di Fukuoka.

## Programma
Il turno preliminare è iniziato il 14 luglio 2023 alle ore 9:00. La finale è iniziata il 15 luglio alle ore 19:30.

## Risultati
In verde sono segnati i finalisti
| Pos.    | Atleta                   | Nazione       | Preliminari | Preliminari | Finale   | Finale |
| Pos.    | Atleta                   | Nazione       | Punti       | Pos.        | Punti    | Pos.   |
| ------- | ------------------------ | ------------- | ----------- | ----------- | -------- | ------ |
| Oro     | Yukiko Inui              | Giappone      | 273.2700    | 1           | 276.5717 | 1      |
| Argento | Vasiliki Alexandri       | Austria       | 232.8367    | 3           | 264.4200 | 2      |
| Bronzo  | Iris Tió                 | Spagna        | 204.6666    | 7           | 254.2100 | 3      |
| 4       | Evangelia Platanioti     | Grecia        | 252.2400    | 2           | 242.5000 | 4      |
| 5       | Susanna Pedotti          | Italia        | 193.1283    | 12          | 223.7133 | 5      |
| 6       | Audrey Lamothe           | Canada        | 214.9417    | 6           | 216.4351 | 6      |
| 7       | Kyra Hoevertsz           | Aruba         | 193.9400    | 11          | 212.1967 | 7      |
| 8       | Klara Bleyer             | Germania      | 200.9649    | 9           | 202.4266 | 8      |
| 9       | Lee Ri-young             | Corea del Sud | 201.7866    | 8           | 200.8383 | 9      |
| 10      | Oriane Jaillardon        | Francia       | 229.7233    | 4           | 193.4234 | 10     |
| 11      | Karina Magrupova         | Kazakistan    | 195.3433    | 10          | 192.3200 | 11     |
| 12      | Kate Shortman            | Gran Bretagna | 223.6033    | 5           | 192.0267 | 12     |
| 13      | Viktória Reichová        | Slovacchia    | 181.4233    | 13          | NQ       | NQ     |
| 14      | Jasmine Verbena          | San Marino    | 178.0966    | 14          | NQ       | NQ     |
| 15      | Jennah Hafsi             | Marocco       | 175.6200    | 15          | NQ       | NQ     |
| 16      | Nadine Barsoum           | Egitto        | 174.5900    | 16          | NQ       | NQ     |
| 17      | Antonia Mella            | Cile          | 174.3566    | 17          | NQ       | NQ     |
| 18      | Aleksandra Atanasova     | Bulgaria      | 168.2733    | 18          | NQ       | NQ     |
| 19      | Patrawee Chayawararak    | Thailandia    | 168.1863    | 19          | NQ       | NQ     |
| 20      | Gulsanam Bukina          | Uzbekistan    | 166.3867    | 20          | NQ       | NQ     |
| 21      | Karolína Klusková        | Rep. Ceca     | 165.1000    | 21          | NQ       | NQ     |
| 22      | Ana Culic                | Malta         | 165.0033    | 22          | NQ       | NQ     |
| 23      | Ece Üngör                | Turchia       | 163.0701    | 23          | NQ       | NQ     |
| 24      | Mari Alavidze            | Georgia       | 162.0168    | 24          | NQ       | NQ     |
| 25      | Gabriela Alpajón         | Cuba          | 160.7934    | 25          | NQ       | NQ     |
| 26      | Skye MacDonald           | Sudafrica     | 158.9600    | 26          | NQ       | NQ     |
| 27      | Nika Seljak              | Slovenia      | 155.9468    | 27          | NQ       | NQ     |
| 28      | Marfa Chragina           | Svezia        | 148.3234    | 28          | NQ       | NQ     |
| 29      | María Alfaro             | Costa Rica    | 148.2166    | 29          | NQ       | NQ     |
| 30      | Alexandra Mansaré-Traoré | Guinea        | 140.8950    | 30          | NQ       | NQ     |